# Косеч
Косеч (словен. Koseč) — мале поселення над Дрежніцею в общині Кобарід, Регіон Горишка, Словенія. Висота над рівнем моря: 629,1 м.